# Ineos
Az INEOS Group Limited brit multinacionális vegyipari vállalat, minek székhelye London. 2022-ben a világ hatodik legnagyobb vegyészeti cége volt, 2021-ben a negyedik.
Az Ineos közel 20 független vállalatból áll össze, mindegyiknek saját vezetőséggel rendelkezik és szinte teljesen függetlenül működik. Ennek ellenére Sir Jim Ratcliffe alapító és más Ineos-fejek is gyakran megjelennek a megbeszéléseken.

## Sport
Az Ineos több sportágban is jelen van, mint a labdarúgás, kerékpározás, autóversenyzés és rögbi.
Autóversenyzés
- Mercedes AMG F1

Futás
- Ineos 1:59 Challenge

Kerékpározás
- Ineos Grenadiers

Labdarúgás
- Lausanne-Sport
- Manchester United (szócikk)
- OGC Nice

Rögbi
- Új-zélandi rögbi-válogatott

Vitorlázás
- Ineos Britannia